# ريان هوبر
ريان هوبر (بالإنجليزية: Ryan Hopper)‏ (13 نوفمبر 1993 في المملكة المتحدة - ) هو لاعب كرة قدم بريطاني في مركز الوسط. لعب مع نادي أكرينغتون ستانلي وDroylsden F.C. ‏.

## وصلات خارجية
- ريان هوبر على موقع قاعدة بيانات كرة القدم.إي يو (الإنجليزية)
- ريان هوبر على موقع Soccerbase.com (لاعب) (الإنجليزية)
- ريان هوبر على موقع Soccerway.com (الإنجليزية)